# Novemberopstand

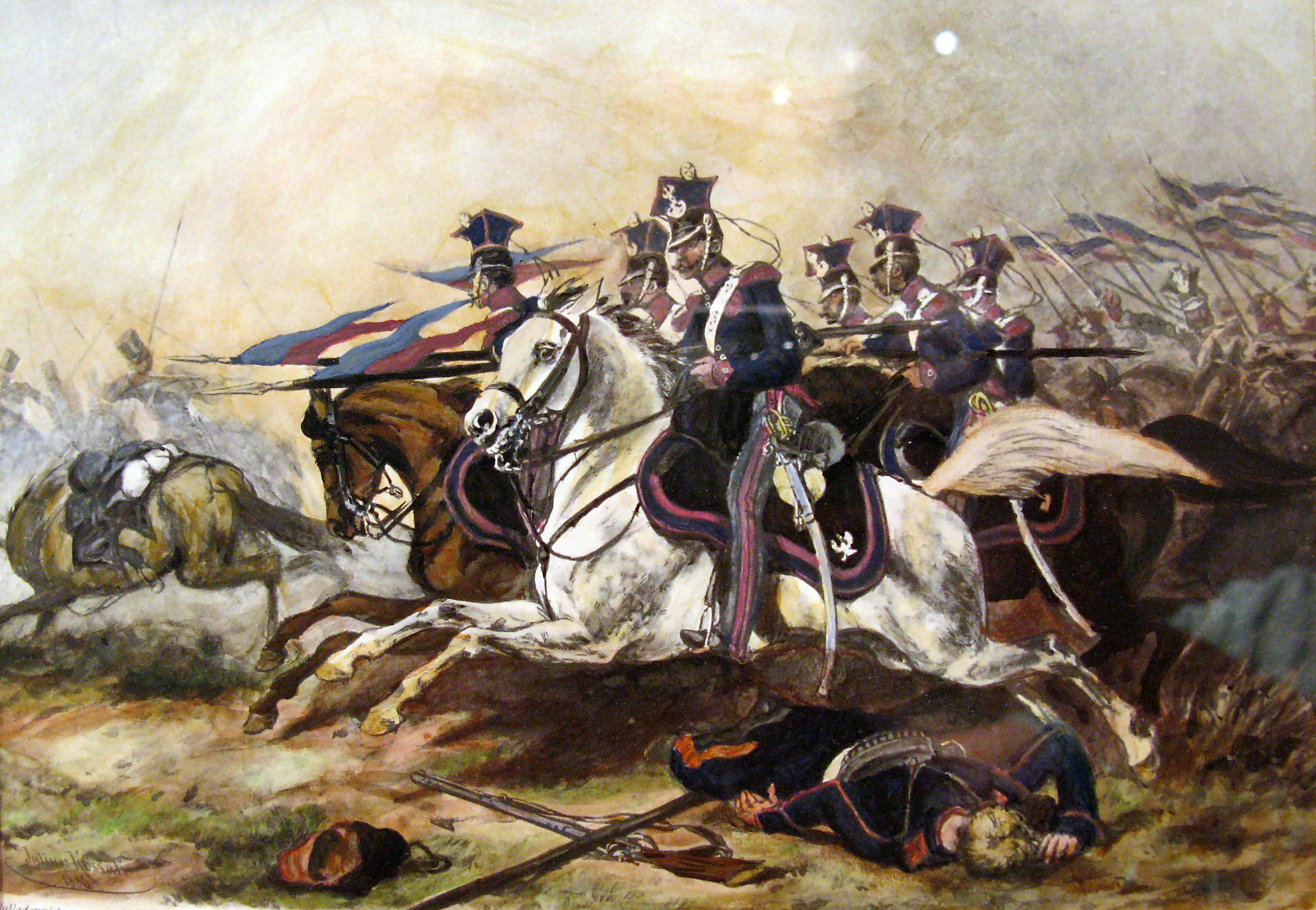
Poznańcavalerie tijdens de Novemberopstand.

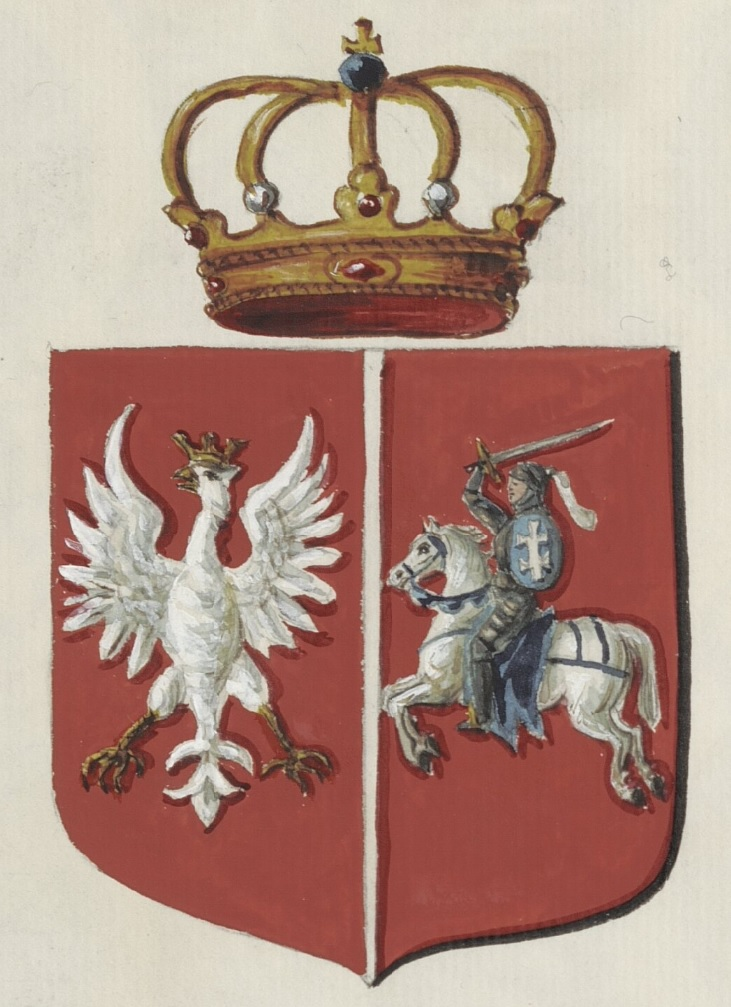

De Novemberopstand was een opstand in Congres-Polen die duurde van 1830 tot 1831. De Novemberopstand was een reactie op het repressieve bewind dat tsaar Alexander I had gevoerd. De Polen verzetten zich tegen de russificatie van hun land en wilden hun grondwet herstellen.
De Poolse nationalisten kwamen in actie in de nacht van 28 november 1830, nadat tsaar Nicolaas I regimenten in Polen in gereedheid had gebracht om te kunnen tussenkomen in de Belgische Revolutie (en eventueel de Franse Julirevolutie). De Poolse opstandelingen verklaarden openlijk dat ze dit wilden verhinderen, in de hoop zo Franse sympathie en vooral militaire steun te bekomen voor hun eigen aspiraties. Door de opstand werd Nicolaas I genoodzaakt om troepen in Polen in te zetten, die hij eigenlijk al had toegezegd aan zijn zus Anna Paulowna voor de onderdrukking van de Belgische Revolutie. Zo verlamden de Polen de enige mogendheid die potentieel gewapend had willen tussenkomen in het Nederlands-Belgische conflict.
De eis van de Tsaar dat de Poolse opstandelingen zouden capituleren leidde er toe dat de Sejm op 25 januari 1831 Nikolaas I en de dynastie der Romanovs als afgezet verklaarde.
Als gevolg van logistieke moeilijkheden aan Russische kant begonnen de gevechten pas in februari 1831. De opstand had zich uitgebreid naar Litouwen, Wit-Rusland en Oekraïne. Het Russische leger nam Warschau op 9 september in en verpletterde de opstand. Nikolaas I schafte de Poolse grondwet af, degradeerde Polen tot een Russische provincie en begon een beleid van repressie jegens katholieken. Ook werden de Polen uit overheidsfuncties ontslagen en het Pools als taal van bestuur en onderwijs sterk teruggedrongen.
Vele emigranten uit Polen trokken via Duitsland naar West-Europa. In totaal verlieten zo'n 50.000 soldaten en politici het land. De meesten keerden later naar Polen terug. Tachtigduizend Polen werden door de autoriteiten naar Siberië verbannen.

## Nationale kleuren
Tijdens de mislukte Novemberopstand besloot het Poolse lagerhuis, de Sejm, dat de nationale kleuren van Polen de kleuren van het Pools-Litouwse wapenschild zouden moeten worden, dat wil zeggen wit boven rood.

## Voetnoten
1. ↑  Rik Coolsaet, België en zijn buitenlandse politiek, 1830-2000, 2001, p. 583